# Валентин (папа римский)
Валентин (лат. Valentinus PP., в миру — Валентино Леони, итал. Valentino Leoni или Валентин Леон лат. Valentinus Leonus 800, Рим — 10 октября 827, Рим) — папа римский с 1 сентября (в некоторых источниках с 31 августа) по 10 октября 827 года. За несколько недель Понтификата не успел совершить никаких важных деяний.

## Биография
Родился в Риме в районе Виа Лата в знатной семье Леони. Его отца звали Леонтий Леони (лат. Leontius, итал. Leonzio Leoni). Показав ранние способности к обучению, он был переведен из школы при Латеранском дворце и, в соответствии с Liber Pontificalis, был сделан диаконом папы Пасхалия I. Пасхалий І привязался к юноше и вскоре возвёл его в сан архидиакона. Он также был облагодетельствован преемником Пасхалия І папой Евгением II, даже ходили слухи, что Валентин был сыном Евгения ІІ. Другие слухи гласили, что Валентин и Евгений ІІ были вовлечены в незаконные отношения.
Со смертью Евгения ІІ римское духовенство, дворянство и народ посчитали Валентина наиболее достойным кандидатом на Апостольский Престол. Они привели его из базилики Санта-Мария-Маджоре в Латеранский дворец, не обращая внимания на его протесты. В спешке его возвели на трон прежде, чем он был освящён священником[уточнить]. В следующее воскресенье Валентин был официально посвящён в сан епископа Рима в соборе Святого Петра. Там не было императорских представителей, присутствовавших во время выборов, и Валентин не имел возможности согласовать своё избрание с императором. Всего через пять недель, 10 октября 827 года, Валентин умер.
Избрание Валентина был ещё одним знаком усиления влияния римской знати на выборы папы, при том, что Латеранский Совет 769 года установил, что избрание папы должно быть прерогативой римского духовенства, а дворянство может лишь выражать почтение уже избранному папе. Это постепенное вторжение светских лиц в папские выборы достигнет своей высшей точки в X веке, когда папство стало игрушкой в руках римской аристократии.